# Lens-Lestang
Lens-Lestang ist eine französische Gemeinde mit 885 Einwohnern (Stand 1. Januar 2022) im Département Drôme in der Region Auvergne-Rhône-Alpes; sie gehört zum Arrondissement Valence und zum Kanton Drôme des collines.

## Geographie
Die Gemeinde liegt östlich des Rhône-Tales, rund 30 Kilometer östlich von Annonay und 20 Kilometer südöstlich von Roussillon, an der Grenze zum benachbarten Département Isère. Nachbargemeinden von Lens-Lestang sind:
- Beaurepaire im Norden,
- Marcollin und Lentiol im Osten,
- Hauterives im Süden,
- Moras-en-Valloire im Westen und
- Manthes im Nordwesten.

Der Ort selbst befindet sich am linken Ufer des Baches Ruisseau Regrimay, der von Osten kommend hier nach Norden einschwenkt und wenig später in die Dolure mündet, die über die Collières bei Saint-Rambert-d’Albon in die Rhône entwässert.
Die Départementsstraße D538, die von Romans-sur-Isère nach Vienne verläuft, erschließt verkehrstechnisch die Gemeinde.

## Bevölkerungsentwicklung
| Jahr                       | 1968 | 1975 | 1982 | 1990 | 1999 | 2009 | 2017 |
| Einwohner                  | 655  | 636  | 672  | 629  | 667  | 823  | 882  |
| Quellen: Cassini und INSEE |      |      |      |      |      |      |      |

## Sehenswürdigkeiten
- Schloss Château du Double aus dem 17. Jahrhundert, Monument historique[1]
- Kirche Notre Dame im Weiler Chatenay